# Cottus koshewnikowi
Cottus koshewnikowi is een zoetwaterdonderpad die voorkomt in een groot deel van Finland en de bovenlopen van het stroomgebied van de Wolga, de Dnjepr en de Petsjora. Populaties in de Petsjora zijn ook wel als aparte soort, Cottus milvensis beschreven. Verder hybridiseert deze soort met Cottus gobio in de zone waarin de verspreidingsgebieden elkaar overlappen.
Deze vissoort behoort tot de 15 in Europa voorkomende soorten uit het geslacht Cottus. Dit zijn zoetwatervissen uit een familie van zowel zoet- als zoutwatervissen, de donderpadden.